# Edificio en calle Sant Nicolau 4 de Alcoy
El edificio en la calle Sant Nicolau número 4, situado en la ciudad de Alcoy (Alicante), España, es un edificio residencial de estilo modernista valenciano construido en el año 1910, que fue proyectado por el arquitecto Vicente Pascual Pastor.

## Descripción
La reforma del edificio fue realizada por el arquitecto alcoyano Vicente Pascual Pastor en 1910 para la familia Raduán Casamitjana. El edificio consta de planta baja y cuatro plantas. 
En él destaca su mirador tripartito de la primera planta, los motivos florales art nouveau y las barandillas de hierro forjado. En todo el conjunto se hallan motivos historicistas de tipo medieval.